# How They Struck Oil
How They Struck Oil è un cortometraggio muto del 1914 diretto da Dell Henderson.

## Produzione
Il film fu prodotto dalla Biograph Company.

## Distribuzione
Distribuito dalla General Film Company, il film - un cortometraggio di 133,2 metri - uscì nelle sale cinematografiche statunitensi il 15 gennaio 1914. Nelle proiezioni, veniva programmato con il sistema dello split reel, accorpato in un'unica bobina con un altro cortometraggio prodotto dalla Biograph, la commedia Out-Blacked.
Non si conoscono copie ancora esistenti della pellicola che viene considerata presumibilmente perduta.